# Krig
Krig (szlovákul Vojňany, korábban Krig, németül Kreig) község Szlovákiában, az Eperjesi kerület Késmárki járásában.

## Fekvése
Késmárktól 14 km-re északra fekvő kisközség a Szepesi-Magura déli lábánál.

## Története
A falut a Görgey család alapította 1256-ban a toporci erdőben, 1296-ban „Kyrig” alakban említik először. 1343-ban „Kyryk”, 1355-ben „Crygo” néven említik. Története során több nemesi család birtoka volt, közülük legtovább a Görgey családé. 1787-ben 49 házában 305 lakosa élt.
A 18. század végén Vályi András így ír róla: „KRÍG. Tót falu Szepes Várm. földes Ura Dráveczky Uraság, lakosai katolikusok, fekszik Tóthfalunak szomszédságában, mellynek filiája, savanyú vize is van, határja közép termékenységű, rétze, legelője meg lehetős, vagyonnyai középszerűek.”
1828-ban 47 háza volt 342 lakossal, akik főként mezőgazdasággal foglalkoztak.
Fényes Elek 1851-ben kiadott geográfiai szótárában így ír a faluról: „Krigh, (Kreigh), Szepes v. tót falu, egy kerek hegy tövében, melly messziről igen szépen látszik: 154 kathol., 178 evang. lak. Gyolcs-szövés. Savanyuviz-forrás. F. u. többen. Ut. p. Késmárk.”
A trianoni diktátumig Szepes vármegye Késmárki járásához tartozott.

## Népessége
| Év:            | 1994. | 2004.    | 2014.    | 2024.   |
| -------------- | ----- | -------- | -------- | ------- |
| Emberek száma: | 221   | 265      | 292      | 318     |
| Eltérés:       |       | +19,90 % | +10,18 % | +8,90 % |

| Év:            | 2023. | 2024.   |
| -------------- | ----- | ------- |
| Emberek száma: | 317   | 318     |
| Eltérés:       |       | +0,31 % |

1910-ben 178, túlnyomórészt szlovák lakosa volt.
2001-ben 248 lakosából 247 szlovák volt.
2011-ben 281 lakosából 263 szlovák.

## Nevezetességei
- Alexandriai Szent Katalinnak szentelt római katolikus temploma a 14. század első felében épült. Eredeti formáját megőrizte, gótikus oltára ma a pozsonyi Szlovák Nemzeti Múzeumban látható.
- Evangélikus templomát 1871-ben építették.
- A határában magasodó 930 m magas Vojnany-hegyet az őslakosok kultikus helyként tisztelték.